# Lightiella
Genre
Lightiella est un genre de céphalocarides de la famille des Hutchinsoniellidae.

## Liste des espèces
Selon World Register of Marine Species (19 décembre 2017) :
- Lightiella floridana McLaughlin, 1976
- Lightiella incisa Gooding, 1963
- Lightiella magdalenina Carcupino, Floris, Addis, Castelli & Curini-Galletti, 2006
- Lightiella monniotae Cals & Delamare Deboutteville, 1970
- Lightiella serendipita Jones, 1961

## Publication originale
- Jones, 1961 : Lightiella serendipita gen. nov., sp. nov., a cephalocarid from San Francisco Bay, California. Crustaceana, vol. 3, no 1, p. 31-46.